# سیب وحشی
سیب وحشی یا سیب آسیای میانه یا سیب سیورسی (نام علمی: Malus sieversii) سیب خودرو بومی کوه‌های آسیای مرکزی جنوب قزاقستان، شرق ازبکستان، قرقیزستان، تاجیکستان، شمال افغانستان و سین کیانگ، چین است. این اواخر ثابت شده‌است که جد اولیه بسیاری از ارقام سیب‌های اهلی است. برای اولین بار در سال ۱۸۳۳ توسط کارل فردریش فون لدبور طبیعی‌دان آلمانی که روییدن آن‌ها را در کوه‌های آلتای دید (به عنوان پایروس سیورسی) توصیف شد.
این گونه، درخت برگریزی است که ارتفاعش ۵ تا ۱۲ متر می‌رسد، از نظر ظاهری خیلی شبیه سیب اهلی است. میوهٔ آن در بین گونه‌های سیب با قطر بالی ۷ سانتیمتر بزرگ‌ترین و از نظر اندازه با بسیاری از ارقام جدید سیب مساوی است. بی شباهت به انواع اهلی برگ‌های آن در پاییز سرخ می‌شوند: در مقایسه با ۲٫۸٪ از ۲٬۱۷۰ انواع کاشتنی درختان انگلیسی ۶۲٫۲٪ درختان خودرو همین‌طور هستند. این نوع درختان الان به عنوان درختان در معرض انقراض شناخته شده‌اند.

## تاریخچه و اهمیت
در گذشته سیب وحشی سیورسی براساس مدرک ریخت‌شناسی، مولکولی و تاریخی مهم‌ترین شرکت‌کننده در ژنوم سیب کاشته شده (مالوس دامستیکا) تشخیص داده شده‌است. غربالگری ژنتیکی در سال ۲۰۱۰ تصدیق کرد که مالوس سیورسی جد سیب کاشته شده‌است.
سومین گونه‌ای که فکر می‌کنند در ژنوم سیب کاشتنی مشارکت داشته مالوس باکاتا است، اما در ارقام قدیمی سیب برای اثبات این گفته مدرکی وجود ندارد.
نام آلماتی بزرگ‌ترین شهر قزاقستان که در گذشته پایتخت آن کشور بوده‌است، خود از کلمه قزاق (алма) معادل سیب گرفته شده‌است و اغلب «پر از سیب ترجمه می‌شود» (ناحیه‌ای که آلماتی را دربر گرفته‌است مرکز جنگل‌های سیب مالوس سیورسی است). نام آلما آتا در دوره اتحاد جماهیر سوسیالیستی شوروی کلمه قزاق به معنی «پدر سیب‌ها است.»

## علاقه تجدیدشده
اینها و گونه‌های دیگر مالوس در برنامه‌های پرورشی اخیر برای توسعه سیب‌های مناسب در موقعیت‌های نامناسب برای «مالوس دامستیکا» به ویژه برای افزایش مقاومت در برابر سرما استفاده شده‌است.
اخیراً سیب سیورسی توسط سرویس پژوهش کشاورزی ایالات متحده آمریکا، به امید یافتن اطلاعات ژنتیکی در مورد ارزش سیب مدرن، کشت شده‌است. تعدادی، اما نه همه، درختان حاصل مقاومت غیرمعمولی در برابر بیماری‌ها نشان می‌دهند. تفاوت عکس‌العمل آن‌ها در برابر بیماری، ریشه فردی داشته و نشانی است از اینکه چقدر آن‌ها از نظر ژنتیکی از اجداد اهلی‌شان متفاوت هستند.

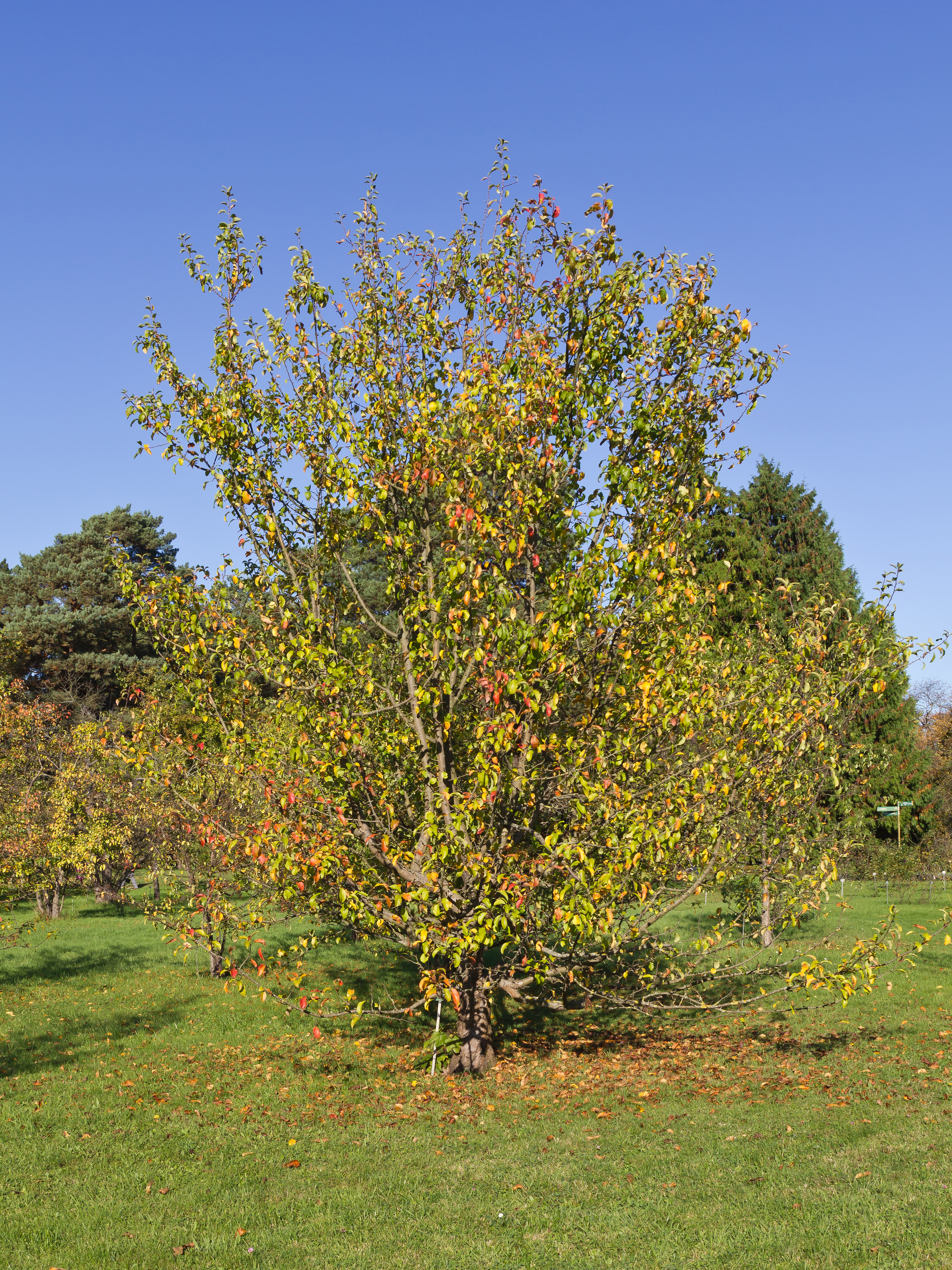
درخت
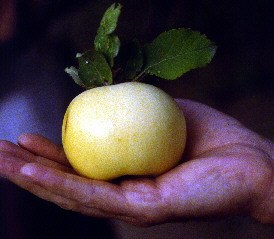
میوه